# Perirhoe valentinae
Perirhoe valentinae é uma espécie de gastrópode do gênero Perirhoe, pertencente a família Terebridae.